# Gemorodes
Gemorodes är ett släkte av fjärilar. Gemorodes ingår i familjen plattmalar.
Kladogram enligt Catalogue of Life:
| Gemorodes | \| \| Gemorodes delphinopa \| \| \| \| \| \| Gemorodes diclera \| \| \| \| |
|           | \| \| Gemorodes delphinopa \| \| \| \| \| \| Gemorodes diclera \| \| \| \| |
|           | Gemorodes delphinopa                                                       |
|           |                                                                            |
|           | Gemorodes diclera                                                          |
|           |                                                                            |